# دايموند فيري
دايموند فيري (بالإنجليزية: Diamond Ferri)‏ هو لاعب كرة قدم أمريكية أمريكي، ولد في 6 أغسطس 1981 في إيفرت في الولايات المتحدة.